# Francisco Ramos Mejía (juez)
Francisco Ramos Mejía (Buenos Aires, Argentina, 27 de abril de 1877 - Buenos Aires, Argentina, 19 de abril de 1968 ) fue un abogado y juez argentino que se desempeñó ministro de la Corte Suprema de Justicia entre 1938 y 1947, nominado por Roberto Marcelino Ortiz y destuituido mediante juicio político por el peronismo.

## Biografía
Era hijo de Francisco Ramos Mejía (1847-1893) y Edelmira Irigoyen Quesada. Estudió en la Facultad de Derecho de la Universidad de Buenos Aires, donde se recibió de abogado en 1902, con un estudio sobre el Beneficio de inventario. Antes de recibirse ingresó en la administración de justicia como empleado y en 1905 fue designado secretario de un juzgado de comercio. En 1910 lo nombraron fiscal en lo criminal y correccional y empezó a especializarse en la materia. Dos años después ascendió a juez en lo criminal y luego a juez de la Cámara en lo Criminal. En 1934 y en 1938 integró comisiones para estudiar la reforma del código de procedimientos de esa materia.
Era miembro de la Sociedad Argentina de Criminología, participó en el Primer Congreso Latinoamericano de Criminología, fue miembro para la organización del segundo Congreso Internacional de esa especialidad a realizarse en París y en 1956 fue incorporado a la Academia Nacional de Derecho y Ciencias Sociales de Buenos Aires.
Para reemplazar a Juan B. Terán que había fallecido, el presidente Roberto Marcelino Ortiz lo designó por decreto del 27 de diciembre de 1938 como juez de la Corte Suprema de Justicia de la Nación y juró al día siguiente. En 1943, la Corte que aún integraba Ramos Mejía suscribió una acordada por la cual resolvió declarar aplicable a la dictadura militar surgida de la revolución del 4 de junio de ese año la acordada de 1930 que declaraba que los actos y las designaciones de funcionarios emanadas de un gobierno de facto como el que se acababa de establecer eran jurídicamente válidos, "cualquiera que pueda ser el vicio o deficiencia de sus nombramientos o de su elección, fundándose en razones de policía y necesidad" a los actos de un gobierno que tuviera ese origen, con ciertas limitaciones según la materia de que se trate.
Por fallo del Senado del 30 de abril de 1947, durante la presidencia de Juan Domingo Perón, fue destituido por medio de un juicio político junto a otros dos miembros de la Corte imputándole diversos cargos, entre los cuales estaba haber dictado la acordada referida.
Falleció en Buenos Aires el 19 de abril de 1968 a los 90 años.